# Życiowy nieporadnik Coopera Barretta
Życiowy nieporadnik Coopera Barretta – (ang. Cooper Barret’s Guide to Surviving Life) amerykański serial telewizyjny (sitcom) stworzony przez Jaya Lacopo, który został wyprodukowany przez Hench In The Trench Productions oraz 20th Century Fox Television. Serial był emitowany od 3 stycznia 2016 roku do 26 czerwca 2016 roku przez FOX. Pierwotnie serial nosił tytuł The Guide to Surviving Life
13 maja 2016  roku, stacja FOX ogłosiła anulowanie serialu po jednym sezonie.
W Polsce serial był emitowany od 31 maja 2016 roku do 5 lipca 2016 roku przez Fox Comedy

## Fabuła
Serial opowiada o Cooperze Barrecie, któremu życie dało porządnie w kość. Postanawia filmować i pomagać Amerykanom  po 20-ce w ich szalonym życiu.

## Obsada

### Główna
- Meaghan Rath jako Kelly[4]
- Charlie Saxton jako Neal[5]
- James Earl jako Barry[6]
- Justin Bartha jako Josh Barrett
- Maureen Sebastian jako Leslie Barrett[7]
- Jack Cutmore-Scott jako Cooper Barrett

### Drugoplanowe role
- Victoria Justice jako Ramona Miller[8]
- Marshall Manesh jako Virgil[9]

### Gościnne występy
- Alan Ruck jako Mark Barrett, ojciec Coopera i Josha[10]
- Jane Kaczmarek jako Cindy Barrett, matka Coopera i Josha[10]

## Odcinki
| Sezon | Sezon | Odcinki | Oryginalna emisja | Oryginalna emisja | Oryginalna emisja | Oryginalna emisja | Oryginalna emisja |
| Sezon | Sezon | Odcinki | Premiera sezonu   | Finał sezonu      | Premiera sezonu   | Finał sezonu      |                   |
| ----- | ----- | ------- | ----------------- | ----------------- | ----------------- | ----------------- | ----------------- |
|       | 1     | 13      | 3 stycznia 2016   | brak danych       | 31 maja 2016      | brak danych       |                   |

### Sezon 1 (2016)
| #  | Tytuł                                                                                   | Reżyseria       | Scenariusz                                  | Premiera FOX     | Premiera Fox Comedy |
| -- | --------------------------------------------------------------------------------------- | --------------- | ------------------------------------------- | ---------------- | ------------------- |
| 1  | 'Jak przetrwać uroczego durnia' How to Survive Your Loveable Jackass                    | James Griffiths | Jay Lacopo                                  | 3 stycznia 2016  | 31 maja 2016        |
| 2  | 'Jak przetrwać bez wystarczających środków do życia' How to Survive Insufficient Funds  | James Griffiths | Paul Mather                                 | 10 stycznia 2016 | 31 maja 2016        |
| 3  | 'Jak przetrwać bycie osobą do towarzystwa' How to Survive Being a Plus One              | James Griffiths | Amelie Gillette                             | 17 stycznia 2016 | 7 czerwca 2016      |
| 4  | 'Jak przetrwać utratę telefonu' How to Survive Losing Your Phone                        | Jeff Melman     | Brian Rubenstein 2016                       | 14 lutego 2016   | 7 czerwca           |
| 5  | 'Jak przetrwać dziewczynę współlokatora' How to Survive Your Roommate's Girlfriend      | Andy Davidson   | Bill Callahan, Paul Mather                  | 21 lutego 2016   | 14 czerwca 2016     |
| 6  | 'Jak przetrwać swojego okropnego gospodarza domu' How to Survive Your Horrible Landlord | James Griffiths | Donald Diego                                | 6 marca 2016     | 14 czerwca 2016     |
| 7  | 'Jak przetrwać swojego okropnego gospodarza domu' How to Survive Your Couch Surfer      | James Griffiths | Jay Lacopo                                  | 13 marca 2016    | 21 czerwca 2016     |
| 8  | 'Jak przetrwać swoją szaloną byłą' How to Survive Your Crazy Ex                         | Jeremy Garelick | Bill Callahan                               | 3 kwietnia 2016  | 21 czerwca 2016     |
| 9  | 'Jak przetrwać pracę z przyjaciółmi' How to Survive Working with Friends                | Bill Purple     | Brian Rubenstein                            | 10 kwietnia 2016 | 28 czerwca 2016     |
| 10 | 'Jak przetrwać odwiedziny rodziców' How to Survive Your Parents' Visit                  | Henry Chan      | Donald Diego, John Blickstead, Trey Kollmer | 17 kwietnia 2016 | 28 czerwca 2016     |
| 11 | 'Jak przetrwać swój bagaż emocjonalny' How to Survive Your Emotional Baggage            | Phil Traill     | Bill Callahan, Paul Mather                  | 12 czerwca 2016  | 5 lipca 2016        |
| 12 | 'Jak przetrwać chodzenie na randki' How to Survive Dating                               | Matt Sohn       | Jay Lacopo                                  | 12 czerwca 2016  | 5 lipca 2016        |
| 13 | 'Jak przetrwać swoje urodziny' How to Survive Your Birthday                             | James Griffiths | Amelie Gillette                             | 26 czerwca 2016  | 5 lipca 2016        |

## Produkcja
3 lutego 2015 roku, stacja FOX zamówiła odcinek pilotowy

8 maja 2015 roku stacja FOX zamówiła serial The Guide to Surviving Life na sezon telewizyjny 2015/2016 z emisja w midseason